# 奥列格·特罗扬诺夫斯基
奥列格·亚历山大洛维奇·特罗扬诺夫斯基（俄语：Олег Александрович Трояновский，1919年11月24日—2003年12月21日），俄罗斯外交官，1958年至1967年苏联领导人赫鲁晓夫和柯西金的外交事务助理，1967年至1976年担任苏联驻日本大使，1976年至1983年担任苏联驻联合国代表，1986年至1990年担任苏联驻华大使。苏联首任驻美国大使亚历山大·特罗扬诺夫斯基（1933年至1938年）之子。